# میهو سائکی
 میهو سائکی (انگلیسی: Miho Saeki؛ زادهٔ ۱۸ مارس ۱۹۷۶) یک تنیس‌باز اهل ژاپن است.